# تاريخ السرطان

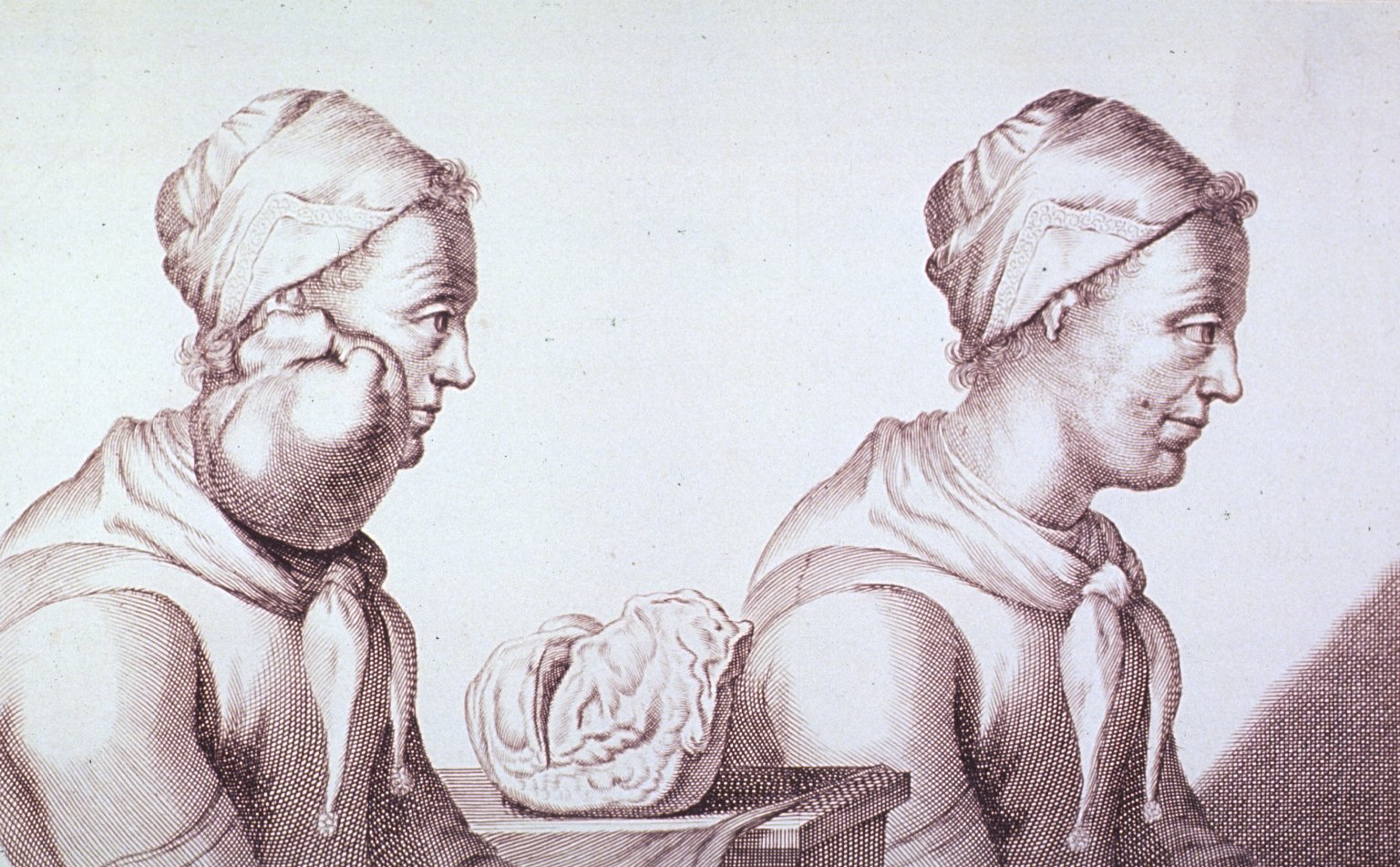
ورم أزيل عن طريق الجراحة في عام 1689.

تاريخ السرطان يصف تطور مجال علم الأورام ودورها في تاريخ الطب.

## التشخيص المبكر
أبقراط (460 _ 370 قبل الميلاد) وصف عدة أنواع من السرطان، في إشارة لهم للكلمة اليونانيةCarcinos أي سرطان البحر أو جراد البحر. هذا الاسم ناتج من ظهور شق لسطح ورم خبيث قاسي (متوغل) "العروق تكون مشدودة وممتدة في جميع الاطراف
كما يكون السرطان قد انتشر وامتد ". نظرا لأنه كان ضد التقليد اليوناني لفتح الجسم وصف أبقراط رسوم الأورام مرئية ظاهرياً على الجلد والأنف والثديين. واستند العلاج على نظرية المزاجات لأربعة سوائل في الجسم (الأسود والصفراء والدم، والبلغم). وفقاً لنظام المزاج عند المريض يتألف العلاج من النظام الغذائي، الحجامة والمسهلات. عبر القرون اُكتشف ان السرطان ممكن ان يحدث في أي مكان في الجسم
ولكن لايزال العلاج قائم على نظرية المزاجات الشعبية حتى القرن التاسع عشر مع اكتشاف الخلايا.
سيلوس (حوالي 25 قبل الميلاد _ 50 ميلادية) ترجم السرطان للاتينية وهذا يعني ايضاً السلطعون.
جالينوس (القرن الثاني الميلادي) دعا الأورام الحميدة بـOncos , وحفظ أبقراط على Carcinos للأورام الخبيثة وأضاف لاحقاً لاحقة -OMA أعطى السرطان اسم Corcin-oma
تم اكتشاف اقدم وصف معروف وعلاج جراحي للسرطان في مصر وهو يعود لتاريخ مايقرب من الـ 1600 قبل الميلاد. تصف ورقة البردي 8 حالات من قرحة الثدي التي كانت تعالج بالكي مع أداة تسمى «حفر النار». الكتابة الموجودة على الورقة تقول حول هذا المرض بأنه «لا يوجد علاج.»

## العصر الحديث
في القرن ال 16 وال17 أصبح تشريح الجثث لمعرفة سبب الوفاة أكثر قبولاً لدى الأطباء. يعتقد البروفيسور الألماني ويلهلم فابري [الإنجليزية] أن سرطان الثدي سببه جلطة الحليب في قناة الثدي. البروفيسورة الهولندية فرانسوا دي لابوي سيلفيوس [الإنجليزية] التابعة لديكارت تعتقد أن جميع الأمراض كانت نتيجة العمليات الكيميائية والسوائل الليمفاوية التي كانت حمضية وسببت السرطان. نيكولاس تيوليب [الإنجليزية] يعتقد أن السرطان هو سم ينتشر ببطء وتوصل بأنه معدي.

تم التعرف على السبب الأول للسرطان من قبل الجراح البريطاني برسيفال بوت الذي اكتشف في عام 1775 أن سرطان كيس الصفن كان مرضا شائعا بين منظفي المداخن. أدت أعمال الأطباء الفردية إلى رؤى مختلفة، ولكن عندما بدأ الأطباء العمل معاً تمكنوا من استخلاص استنتاجات أكثر ثباتاً.
مع انتشار استخدام المجهر في القرن الـ 18 تم اكتشاف أن 'سم السرطان' ينتشر في نهاية المطاف من الورم الرئيسي من الغدد اللمفاوية إلى مواقع أخرى وهو مايسمى ب («الورم الخبيث»).
وقد وُضعت أول وجهة نظر عن هذا المرض من قبل الطبيبة الجراحة الإنجليزية كامييل دي مورجان [الإنجليزية] بين 1871 و 1874 . وكان استخدام الجراحة لعلاج السرطان ذا نتائج سيئة بسبب مشاكل مع النظافة. ورأى الجراح الإسكتلندي الشهير الكسندر مونرو فقط 2 من مرضى أورام الثدي من أصل 60 عملية جراحية على قيد الحياة لمدة عامين. في القرن الـ19 وتحسين النظافة والتعقيم الجراحيين ارتفعت إحصاءات البقاء على قيد الحياة حتى أصبح الاستئصال الجراحي للورم العلاج الأساسي لمرض السرطان. بإستثناء ويليام كولي من منظمة الصحة العالمية في أواخرا القرن الـ19 رأى أن نسبة الشفاء بعد الجراحة كانت مرتفعة قبل التعقيم (والذي حقن البكتيريا إلى أورام خبيثة مع نتائج مختلطة) وأصبح علاج السرطان يعتمد على فن الجرّاح نفسه في إزالة الورم.

## الآليّة

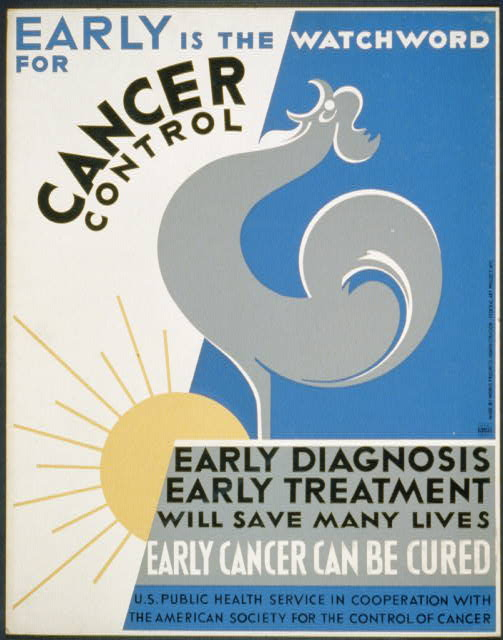
ملصق الجمعية الأمريكية لمكافحة السرطان1938

عُرف الأساس الجيني للسرطان في عام 1902 من قبل عالم الحيوان الألماني تيودور بوفري [الإنجليزية] بروفيسور علم الحيوان في ميونيخ ولاحقا في فورتسبورغ. اكتشف طريقة لتوليد خلايا من نسخ متعددة من الجسم المركزي هيكل اكتشفه وقام بتسميته وافترض أن الكروموسومات كانت متميزة وتنقل عوامل وراثية مختلفة. وأشار إلى ان الطفرات في الكروموسومات يمكن ان تولد خلية مع إمكانات نمو غير محدود والتي يمكن ان تنتقل إلى نسله. وخمّن بأن السرطان قد يُسبب عن طريق الإشعاعات الفيزيائية أو الكيميائية أو البكتيريا المسببة للأمراض.

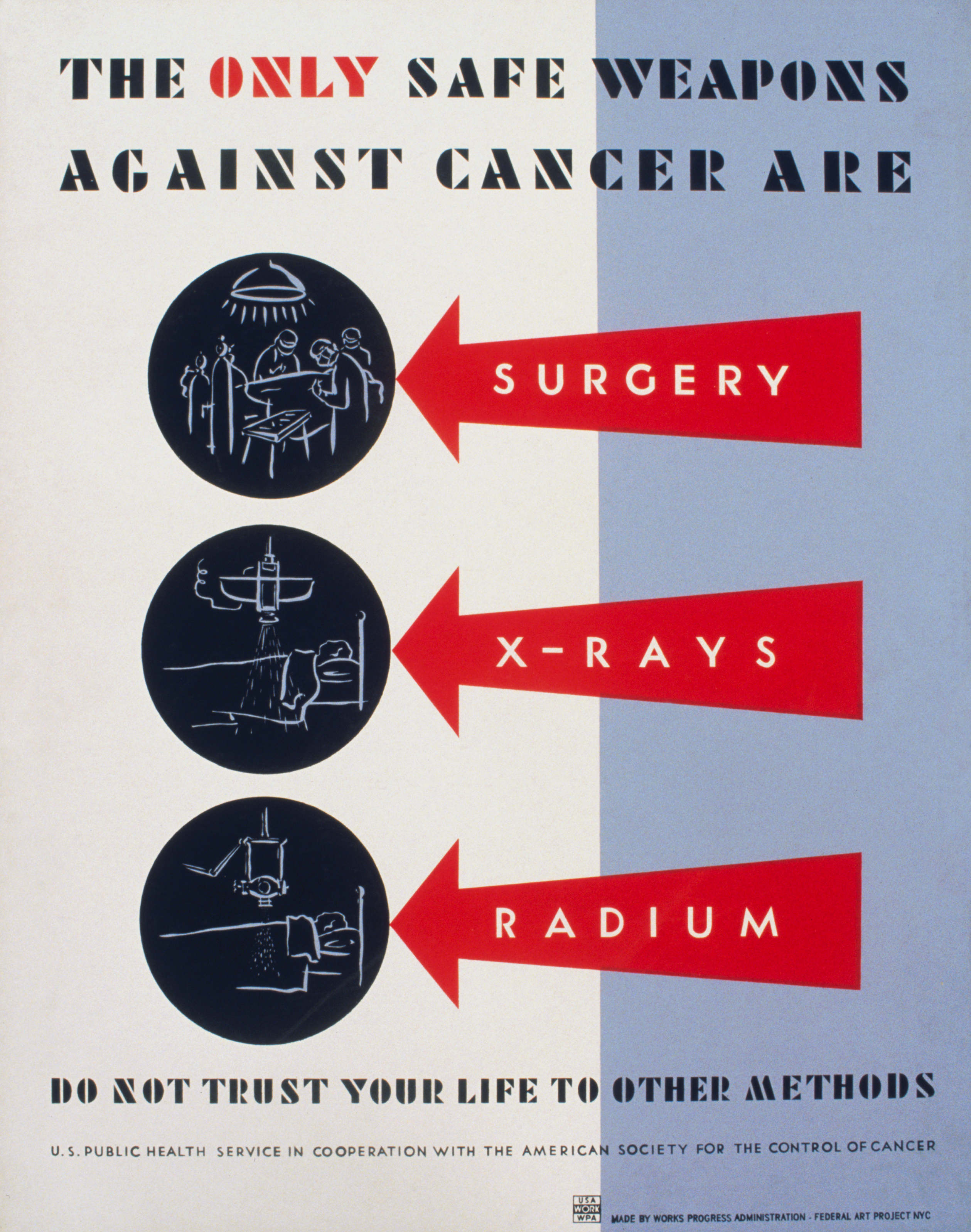
1938 ملصق عملية جراحية محدّدة بالأشعة السينية والراديوم باعتبارها العلاج المناسب للسرطان.

## العلاجات
عندما اكتشفت ماري كوري وبيير كوري الإشعاع في نهاية القرن 19، وأنها عثرت على أول علاج غير-جراحي وفعال للسرطان جاء مع الإشعاع ايضاً علامات اولى لنهج متعدد التخصصات لعلاج السرطان.الجراح لم يعد يعمل وحده لكن جنبا إلى جنب مع أطباء الأشعة في المستشفى لمساعدة المرضى. التعقيدات في التواصل جلبت ضرورة علاج المريض في مصحة للمستشفى وليس في المنزل كما أنشأت عملية موازية لتجميع بيانات المرضى في ملفات المستشفى الأمر الذي أدى بدوره إلى أول الدراسات الإحصائية للمريض.
تأسست جميعة السرطان الأمريكية في عام 1913 من قبل 15 طبيبا ورجال الأعمال في مدينة نيويورك تحت اسم الجمعية الأمريكية لمكافحة السرطان (اختصارا: ASCC) اعتمد الاسم الحالي في عام 1945 .

ورقة تأسيس وباء السرطان كانت من عمل جانيت لي كلايبون [الإنجليزية] ، التي نشرت دراسة مقارنة لصالح وزراة الصحة البريطانية في عام 1926 من 500 حالة سرطان ثدي و500 مريضا على نفس الخلفية ونمط الحياة. وأجري لها ما يفتح آفاقاً جديدة في علم وباء السرطان من قبل ريتشارد دول وأوستن برادفورد هيل الذي نشر «سرطان الرئة وغيره من أسباب الوفاة فيما يتعلق بالتدخين. التقرير الثاني عن وفيات من الأطباء البريطانيين» المتبعة في عام 1956 (والمعروف باسم دراسة الأطباء البريطانين). ريتشارد دول غادر مركز أبحاث طبية في لندن، لجنة نهر الميكونج، لبدء وحدة أكسفورد لوباء السرطان في عام 1968 مع استخدام أجهزة الكمبيوتر، وكانت أول وحدة لتجميع كميات كبيرة من البيانات عن السرطان. ترتبط المناهج الوبائية الحديثة ارتباطا وثيقا بالفكرة الحالية[متى؟] للمرض وسياسة الصحةالعامة على مدى السنوات الـ50 الماضية قد أنفقت جهوداً كبيرة على جمع البيانات عبر الممارسة الطبية والمستشفيات والمقاطعات والدولة وحتى حدود البلاد لدراسة الترابط بين العوامل البيئية والثقافية في حدوث السرطان.
اقتصر علاج مرضى السرطان والدراسات على ممارسات الأطباء الفردية حتى الحرب العالمية الثانية، عندما اكتشف مراكز الأبحاث الطبية ان هناك خلافات دولية كبيرة في مدى تأثير المرض. قادت هذه الرؤية الهيئات الوطنية للصحة العامة لتمكين تجميع البيانات الصحية عبر الممارسات والمستشفيات وهي عملية موجودة في كثير من البلدان اليوم. لاحظ المجتمع الطبي الياباني أن نخاع العظام من ضحايا التفجيرات الذرية على هيروشيما وناغازاكي دمرت بالكامل. وتوصلوا إلى أنه يمكن أيضاً أن يتم تدمير نخاع العظم المصابة بالمرض بالإشعاع وهذا أدى إلى تطوير عمليات زرع نخاع العظام لسرطان الدم. منذ الحرب العالمية الثانية، المجريات في علاج السرطان هي لتحسين طرق العلاج الحالية بشكل جزءي، وتوحيدهم وعولمتهم لإيجاد علاجات من خلال علم الأوبئة والمشاركات الدولية.
في عام 1968 أنتوني أيشتاين [الإنجليزية] , و بيرت اتشونغ [الإنجليزية] وإيفون بر تعرفوا على أول فيروس سرطان بشري دعي بـفيروس ابشتاين-بر.

## الحرب على السرطان
بدأت 'حرب' سياسية على السرطان مع القانون الوطني للسرطان لعام 1971 , وهو القانون الاتحادي للولايات المتحدة.
وكان الهدف من القانون «تعديل قانون خدمات الصحة العامة وذلك لتعزيز المعهد الوطني للسرطان من أجل فاعلية أكثر في تنفيذ جهد وطني لمكافحة السرطان».
تم التوقيع عليه ليصبح قانوناً من قبل الرئيس الأمريكي  ريتشارد نيكسون [الإنجليزية] في 23 ديسمبر 1971.
في عام 1973 أدت أبحاث السرطان إلى حرب باردة، حيث تم اكتشاف عينات محضرة أنها ملوثة.
في عام 1984 اكتشف هارلد تسور هاوزنأول فيروس ورم حليمي بشري 16 و18 مسؤولان عن حوالي 70% من سرطانات عنق الرحم. واكتشف أن فيروس الورم الحليمي البشري أو ما يعرف بفيروس بابيلوما
يسبب سرطان البشر. وفاز تسور هاوزن [الإنجليزية] بجائزة نوبل عام 2008.
منذ عام 1971 استثمرت الولايات المتحدة أكثر من 200 مليار دولار على ابحاث السرطان، وهذا يشمل مجموع الأموال المستثمرة من قبل القطاعين العام والخاص والمؤسسات.
وعلى رغم من هذا الاستثمار الكبير، شهدت البلاد انخفاضاً 5% من معدل الوفيات الناجمة عن السرطان بين عامي 1950 و 2005. يعد متوسط العمر عاملاً مساهماً في هذا، كما معدلات الإصابة بالسرطان ومعدلات الوفيات تزيد بدرجة كبيرة مع التقدم في السن، ويتم تشخيص أكتر من ثلاثة من أصل خمسة أنواع سرطان لدى الأشخاص الذين تتراوح اعمارهم بين 65 وأكثر.